# Kenta Tadachi
Kenta Tadachi (ur. 30 marca 1984 r. w Saitamie) – japoński wioślarz.

## Osiągnięcia
- Mistrzostwa Świata U-23 – Hazewinkel 2006 – czwórka bez sternika wagi lekkiej – 12. miejsce[1].
- Mistrzostwa Świata – Poznań 2009 – dwójka bez sternika wagi lekkiej – 10. miejsce[1].